# NGC 7468
NGC 7468 is een elliptisch sterrenstelsel in het sterrenbeeld Pegasus. Het hemelobject werd op 15 oktober 1784 ontdekt door de Duits-Britse astronoom William Herschel.

## Synoniemen
- UGC 12329
- IRAS 23004+1619
- MK 314
- PRC C-69
- ZWG 453.52
- KUG 2300+163
- PGC 70332